# 鐘ケ江信光
鐘ケ江 信光（かねがえ のぶみつ、1912年（大正元年）1月18日 - 2012年（平成24年）12月5日）は、日本の中国語学者。東京外国語大学名誉教授、元同大学学長。

## 人物
大阪市出身。東京外国語学校支那語科卒。東京外国語大学助教授、教授、1971年4月から1975年3月まで学長、1976年（昭和51年）定年退官、名誉教授。1965年（昭和40年）から1967年（昭和42年）まで、NHKの中国語入門を担当した。2012年（平成24年）12月5日、老衰のため100歳で死去。

## 著書

### 単著
- 『高級支那時文講義 言文対照』外語学院出版部 1942
- 『白水社中国語講座』全3巻 1952-1953
- 『初級中国語会話読本』江南書院 1957
- 『中国語辞典』大学書林 1960
- 『中国語のすすめ』1964 講談社現代新書
- 『中国語会話 英語対照』大学書林 1966
- 『中国語の学習 発音から読み物まで』白水社 1969

### 共編著
- 『支那経済記事の読方 時文研究』編 文求堂 1943
- 『大学書林中国語小辞典』編 1962
- 『中国語四週間』第3改訂版 宮島吉敏共著 大学書林 1953 語学四週間叢書
- 『中国歇后語の研究』服部隆造共著 風間書房 1975
- 『大学書林中国語小辞典 中国語-日本語・日本語-中国語』編 1992